# Croix du Requer
La croix du Requer (du Breton : village placé devant le bourg) est une croix de chemin située à Guérande, en France.

## Description
La croix est une sculpture monolithe taillée dans un bloc de granite. Elle représente, sur un côté, le Christ en croix, et de l'autre une Vierge à l'Enfant.
La croix est placée sur un piédestal grossièrement cylindrique, sur lequel la date de 1825 est gravée.

## Localisation
La croix est située au lieu-dit Le Requer, au sud du village de Clis, à l'ouest de la commune de Guérande.

## Historique
La croix du Requer date du XIIIe siècle. Elle est inscrite au titre des monuments historiques en 1944.

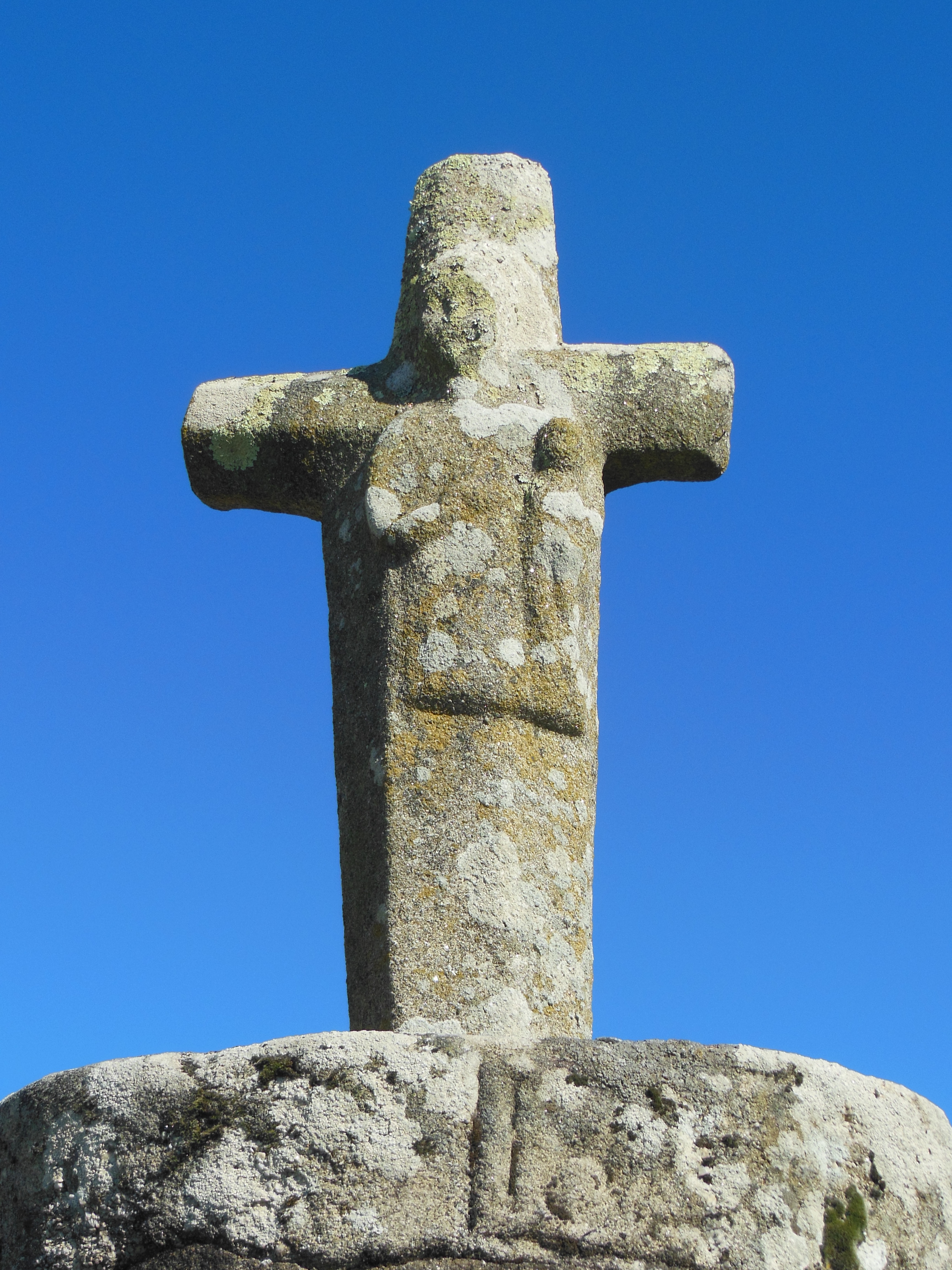
Croix du Requer, face de la Vierge à l'Enfant.
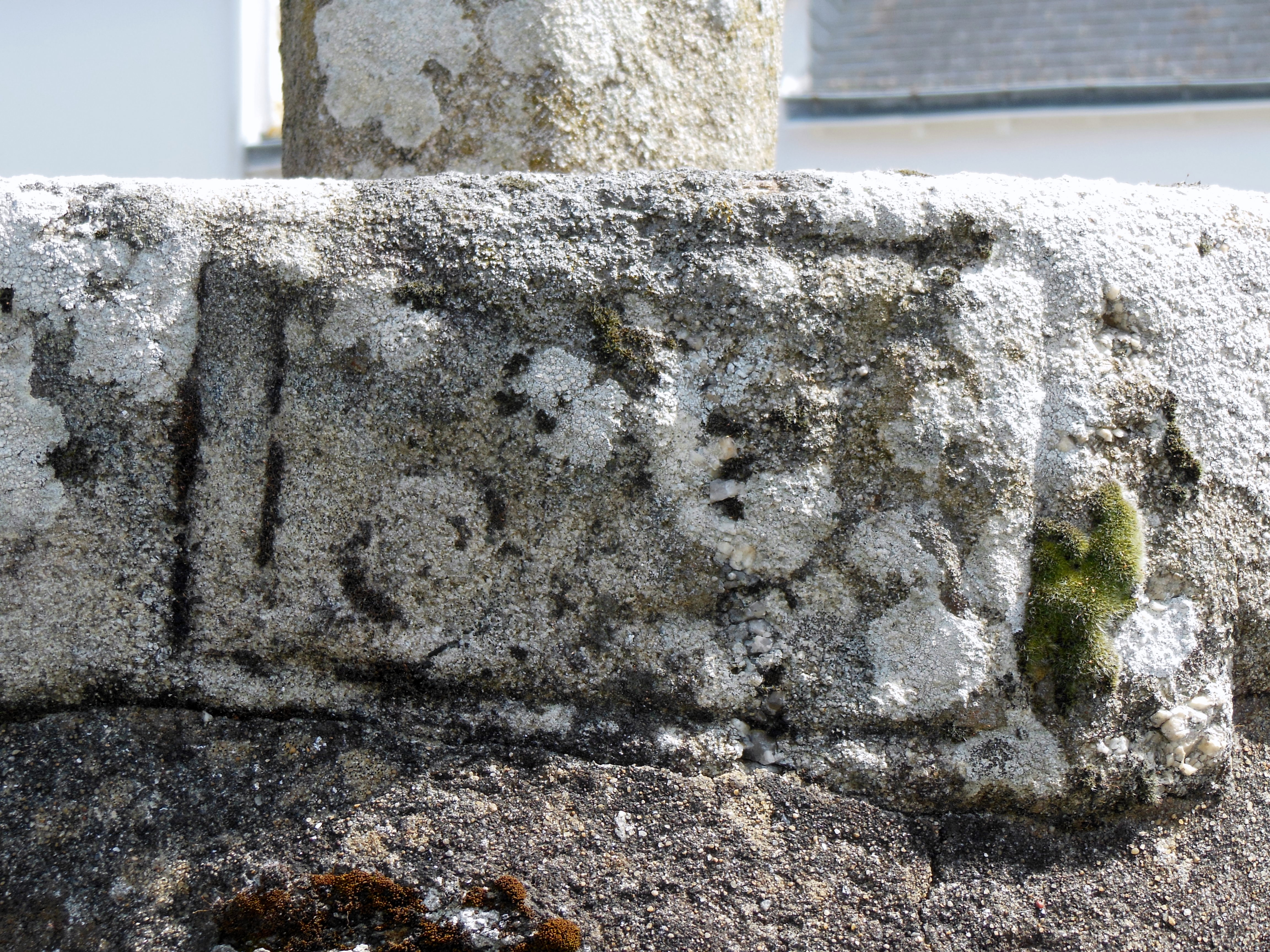
Date inscrite dans le socle.
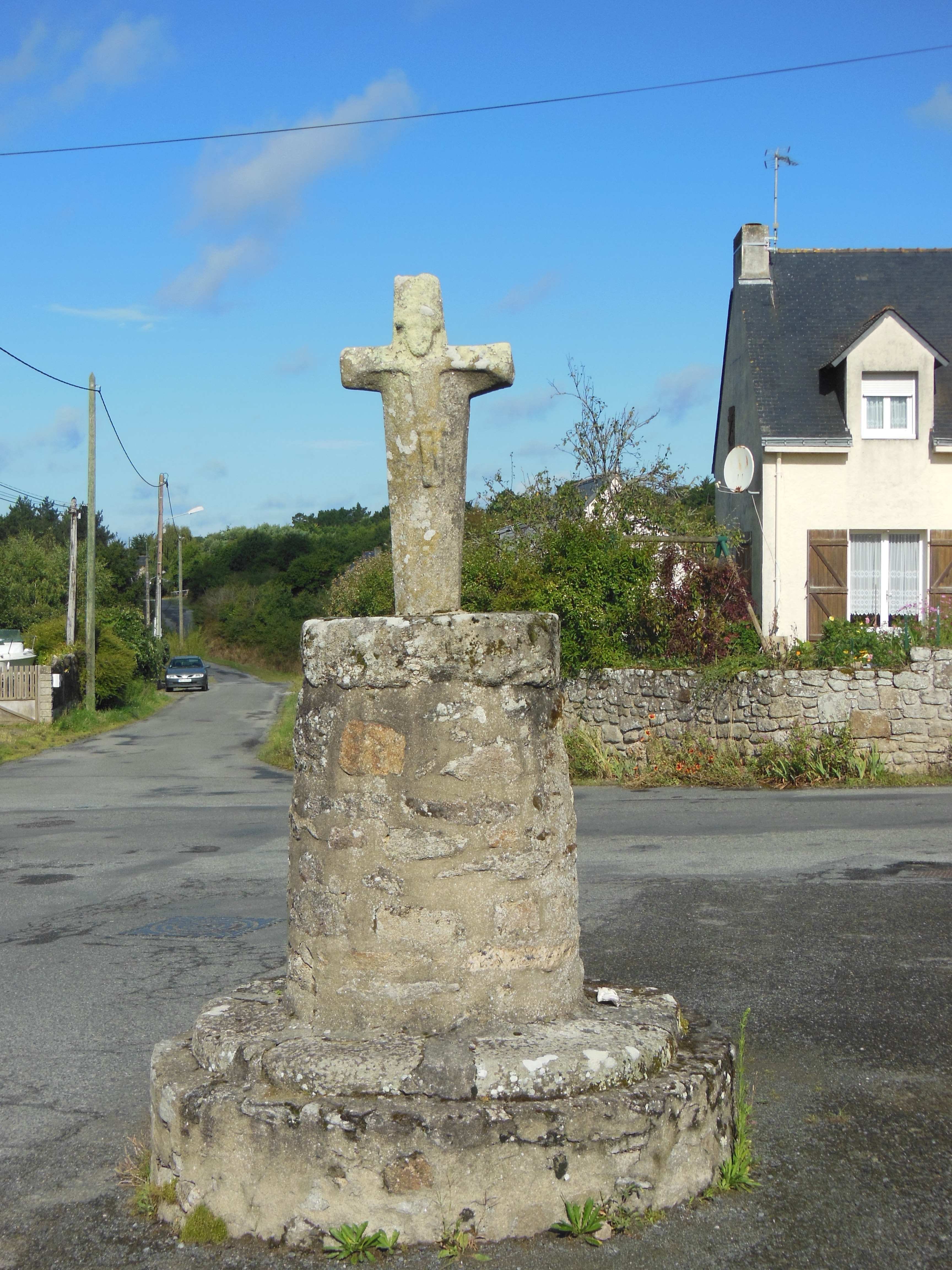
Vue d'ensemble.
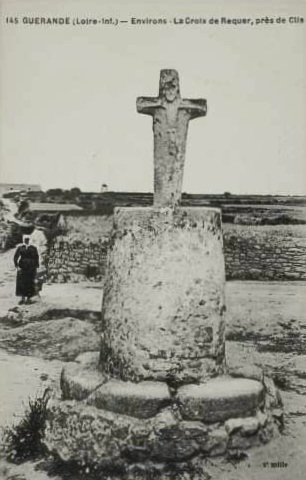
Carte postale ancienne.